# La Cité du crime
Pour plus de détails, voir Fiche technique et Distribution.
La Cité du crime ou Braqueurs sur la ville (Sbirro, la tua legge è lenta... la mia no!) est un poliziottesco réalisé par Stelvio Massi, sorti en 1979.
En France ce film a fait l'objet d'une exploitation directe en vidéo sous les titres La Cité du crime en 1982, et Braqueurs sur la ville en 1986.

## Synopsis
Le commissaire Ferro se rend à Milan où des notables, financiers et avocats pour la plupart, sont devenus la cible de tueurs à gages. Peu désireuse de se voir inquiétée par cette série de meurtres, la mafia locale le met sur la piste d'une organisation criminelle d'un tout nouveau genre. Soupçonnant tour à tour son propre neveu et le propriétaire d'une chaîne de restaurants, Ferro décide de se faire passer pour le commanditaire d'un meurtre.

## Fiche technique
- Titre : Sbirro, la tua legge è lenta... la mia no!
- Titres français : La Cité du crime[1],[2] ou Braqueurs sur la ville (vidéo)
- Genre : Poliziottesco
- Réalisation : Stelvio Massi
- Scénario : Marino Girolami, Vincenzo Mannino et José Sanchez
- Directeur de la photographie : Pier Luigi Santi
- Musique : Stelvio Cipriani
- Pays de production : Italie
- Date de sortie : 1979
- Durée : 90 minutes

## Distribution
- Maurizio Merli (VF Cinéma : Marcel Guido) VF VHS : Jacques Bernard)  : commissaire Paolo Ferro
- Mario Merola : Raffaele Acampora
- Carmen Scarpitta : la sœur du commissaire
- Francisco Rabal : Don Alfonso
- Nando Marineo : Arrivo
- Massimo Dapporto : Dapporto Stefano
- Matilde C. Tisano : Eva Stefani